# М'якішинське сільське поселення
М'якіши́нське сільське поселення (рос. Мякишинское сельское поселение) — адміністративна одиниця у складі Верхошижемського району Кіровської області Росії. Адміністративний центр поселення — село М'якіші.

## Історія
Станом на 2002 рік на території сучасного поселення існували такі адміністративні одиниці:
- М'якішинський сільський округ (село М'якіші, присілки Високово, Карманови, Максаки, Мули, Рамеші, Саватеєви, Хази)

Поселення було утворене згідно із законом Кіровської області від 7 грудня 2004 року № 284-ЗО у рамках муніципальної реформи шляхом перетворення М'якішинського сільського округу.

## Населення
Населення поселення становить 452 особи (2017; 478 у 2016, 484 у 2015, 487 у 2014, 495 у 2013, 503 у 2012, 517 у 2010, 674 у 2002).

## Склад
До складу поселення входять 8 населених пунктів:
| Населений пункт     | Населення, осіб (2002) | Населення, осіб (2010) |
| ------------------- | ---------------------- | ---------------------- |
| Високово, присілок  | 8                      | 1                      |
| Карманови, присілок | 9                      | 0                      |
| Максаки, присілок   | 44                     | 32                     |
| Мули, присілок      | 0                      | 0                      |
| М'якіші, село       | 609                    | 483                    |
| Рамеші, присілок    | 3                      | 0                      |
| Саватієви, присілок | 0                      | 1                      |
| Хази, присілок      | 1                      | 0                      |